# 櫻井子安神社

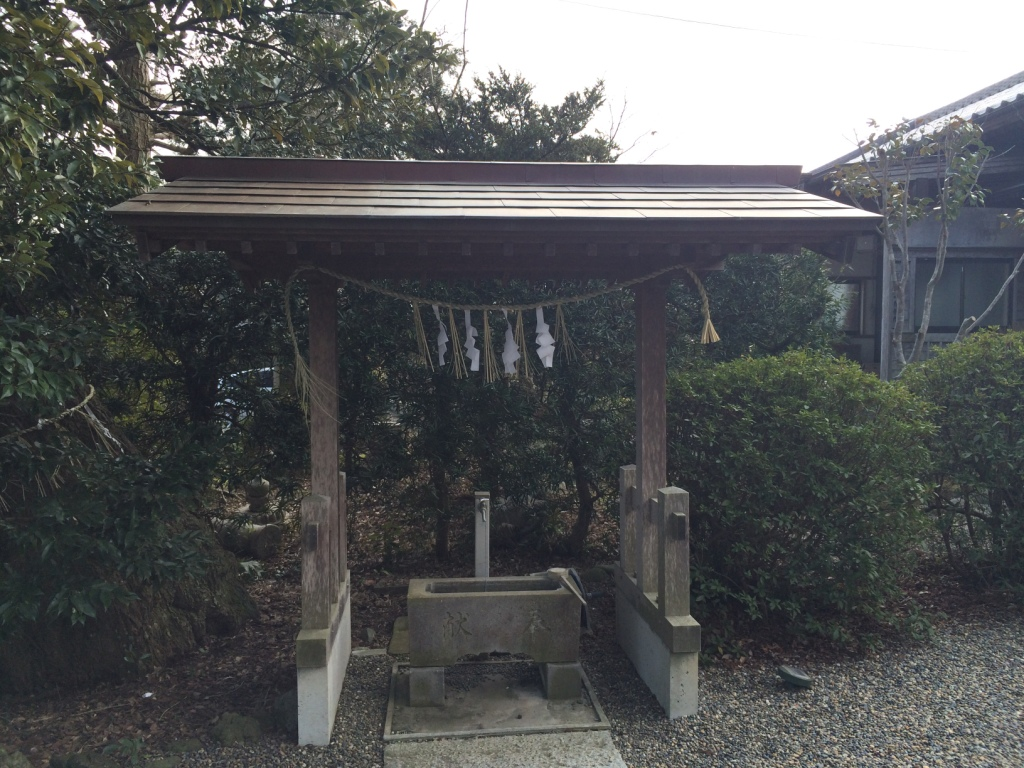
手水舎

櫻井子安神社（さくらいこやすじんじゃ）は、千葉県旭市桜井にある神社。社殿前には縁起物「赤麻紐」が中に入った赤い木の玉の「祈願玉」が置いてある。

## 歴史
当神社は、宮司を務める上代家の本務社である「左右大神」の境外社として櫻井の地に鎮座しており、御祭神に木花咲耶姫命(このはなさくやひめのみこと)、伊邪那岐命(いざなぎのみこと)、伊邪那美命(いざなみのみこと)を奉齋しております。
勧請の年月は、詳らかではありませんが、極めて古くに此の地に祀られました。
古来当神社は、お祀りしている御祭神からもお分かりのとおり良縁を求める人々の縁結びのご利益、出産は勿論、なかなか子宝に恵まれない婦人の信心宿願あれば顕著な霊験があるとして、遠くからも陸続と参詣者があり、上代郷櫻井(古き土地の名称)の子安さまと尊称されていました。また、古くは櫻井子安大神と呼ばれております。
口伝によれば、当社の赤麻紐(子安さまの赤帯)は、男女の縁は固より親子の縁をも繋ぐと云われ、良縁を望む子女、子宝に恵まれない婦人は、懐中に抱くことによりその願いが叶うと伝えられています。
後に時間と共に、この赤麻紐は、良縁、子宝安産の他にも健康、学業、開運等の御利益もあるとお守りとして人々に大切にされております。
また、当神社の鎮座します地域は、神葬祭(神道式の葬儀)を行う家庭もあるということから、命を授かり誕生し、七五三を経て、成長の過程での儀礼、厄祓い、健康長寿の祈願、そして実りあった一生を締めくくる神葬祭と、子安さまは、人の一生を見守ってくださる神様としても大変貴ばれております。

## 祭神
- 木花咲耶姫命
- 伊邪那岐命
- 伊邪那美命

## 境内
- 社殿
- 社務所
- 御神木
- 手水舎
- 石碑

## 行事
- 1月1日 - 歳旦祭
- 9月 - 氏神祭
- 11月 - 例祭

- 毎月1日、15日 - 月次祭

## 交通
JR総武本線　旭駅 → バス停萬歳小学校 下車 徒歩11分